# Terragnolo
Terragnolo ist eine italienische Gemeinde (comune) mit 705 Einwohnern (Stand 31. Dezember 2023) in der Provinz Trient, Region Trentino-Südtirol. Sie war bis in das 19. Jahrhundert eine deutsche Sprachinsel.

## Etymologie
Das Tal nachdem die Gemeinde benannt ist, wurde nach Giulia Mastrelli Anzilotti erstmals 1263  als Terregnolo schriftlich erwähnt. 1340 taucht nach Christian Schneller der Name Terragnoli auf, der sich auf die Bewohner des Tales bezieht. Der Name Terragnolo leitet sich aus dem lateinischen *těrrāneus ab und bedeutet in etwa „der Erde angehörend“ mit dem Diminutiv -eolu. Als Toponym kommt er auch in den Nachbarprovinzen Verona und Vicenza vor. Der deutsche Name lautet Leim- oder Laimtal.

## Geographie

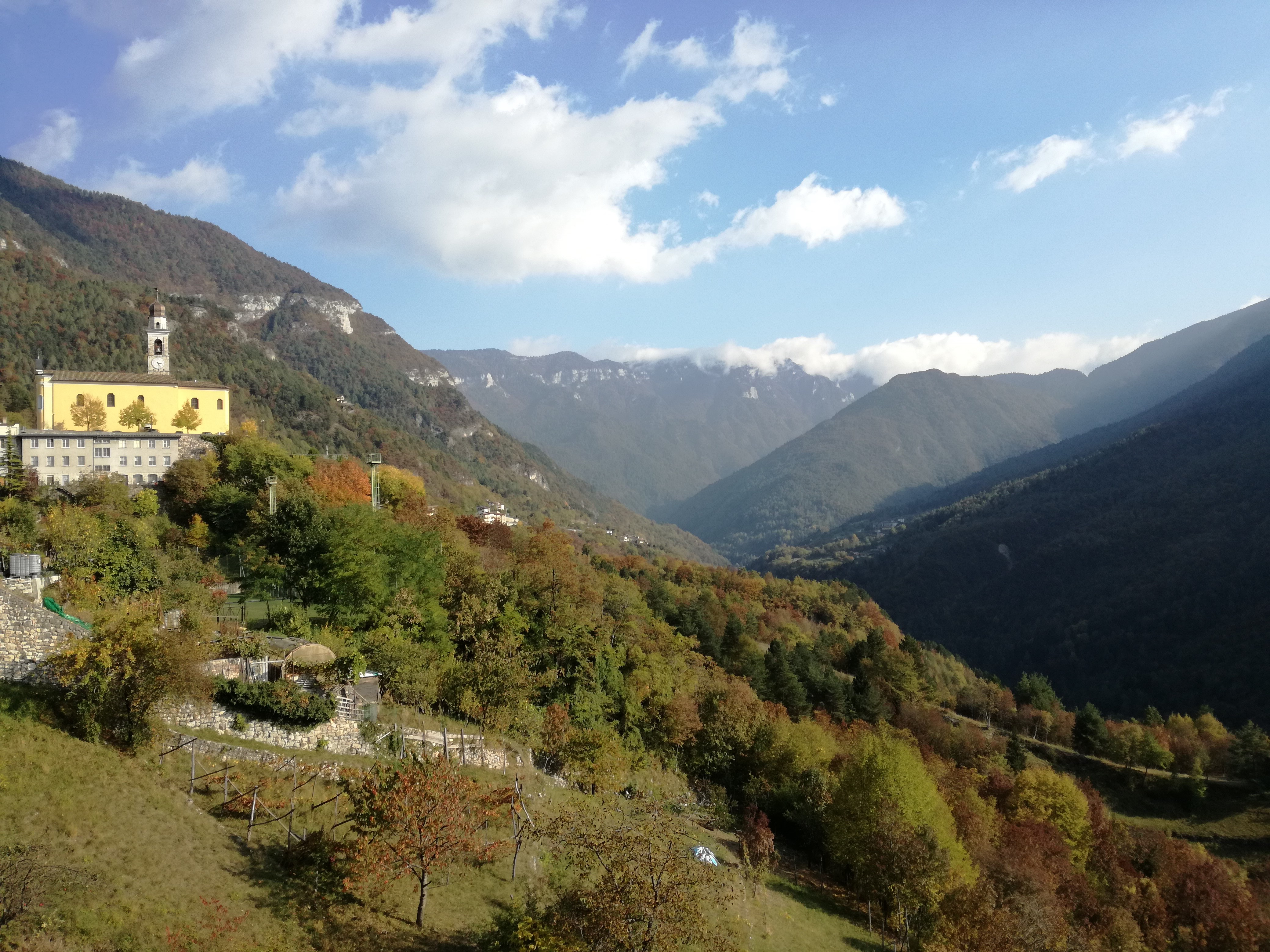
Pfarrkirche Peter und Paul im Ortsteil Piazza

Die Gemeinde liegt etwa 21 Kilometer südsüdöstlich von Trient im gleichnamigen Val Terragnolo. Sie gehört zur Talgemeinschaft Vallagarina und grenzt unmittelbar an die Provinz Vicenza (Venetien). Der Verwaltungssitz befindet sich im Ortsteil Piazza. Die Nachbargemeinden sind Folgaria, Rovereto und Trambileno im Trentino sowie die beiden in der Provinz Vicenza liegenden Gemeinden Laghi und Posina.

## Verwaltungsgliederung
Zur Gemeinde Terragnolo gehören 33 Fraktionen: S. Nicolò, Fontanelle, Valduga, Valgrande, Perini, Piazza (Gemeindesitz), Dosso, Maureri, Rovri, Pedrazzi, Peltreri, Puechem, Pergheri, Stedileri, Valle, Zencheri, Castello, Croce, Costa, Camperi, Geroli, Pinterreno, Ghesteri, Sega, Scottini, Pornal, Potrich, Dieneri, Zoreri, Soldati, Baisi, Incapo und Campi. Fast alle Fraktionen liegen auf der orographisch rechten Talseite mit Ausnahme von Ghesteri, Geroli und Pinterreno, die sich auf der orographisch linken Talseite befinden.

## Geschichte

### Erste Besiedelung
Eine in den 1920er Jahren am Passo della Borcola gefundene Axtklinge aus der Bronzezeit ist die erste menschliche Spur, die sich im Gemeindegebet nachweisen lässt. Bis in das Mittelalter hinein scheint das Tal jedoch nur gelegentlich von Jägern und Hirten frequentiert worden zu sein. Einige spärliche Münzfunde aus der römischen Epoche lassen keine Schlüsse auf eine dauerhafte Besiedlung durch die Römer zu.
Belegt ist die Besiedlung durch deutschsprachige Siedler im 13. Jahrhundert. Die von den Fürstbischöfen von Trient, angefangen bei Friedrich von Wangen, und deren Vasallen den Lizzana und den Castelbarco ins Tal geholten Siedler, rodeten zunächst die zahlreichen Talterrassen und errichteten dort ihre Höfe. Um Ackerfläche zu sparen, wurden diese Höfe in der Regel in die Höhe gebaut und konzentrierten mehrere Bereiche unter einem einzigen Dach, wie Stallungen Wirtschafts- und Wohnbereich sowie Heuschober oder andere Lagerflächen direkt unter dem Dach. Aus diesen Einzelhöfen, in Form von vertikal gegliederten Eindachhöfen, entstanden im Laufe der Zeit Weiler und daraus wiederum die heutigen Fraktionen.

### Frühe Neuzeit
Nach der Einnahme Roveretos 1416 durch die Venezianer gelangte auch Terragnolo unter den Einfluss der Serenissima und wurde dem venezianischen Podestà von Rovereto unterstellt. Für Venedig war das Tal wegen des Holzreichtums von Interesse, so dass den Bewohnern eingeschränkte Freiheiten in der Land- und Forstwirtschaft gewährt und sie teilweise von Steuern und Abgaben befreit wurden.
In der Mitte des 15. Jahrhunderts bestand die Gemeinde Terragnolo aus weniger als 20 Familien mit etwa 100 Einwohnern. Der über den Sturzbach Leno, im Deutschen Leim- oder Laimbach, abgewickelte Holzhandel führte zu wirtschaftlichen und sozialen Wandlungsprozessen, was sich insbesondere in der langsamen Assimilation des deutschsprachigen Dialekts mit dem Italienischen äußerte. Diese als Slambrot bezeichnete Sprache wurde bis in das 19. Jahrhundert hinein gesprochen. Dem Deutschen ähnliche Orts- und Flurnamen, aber auch noch einzelne gebräuchliche Wörter insbesondere mit Bezug auf die natürliche Umgebung, wie den Wald, zeugen noch heute von dieser Vergangenheit.
Zur Assimilation trug auch ein weiteres Phänomen bei, das das Tal bis in das 20. Jahrhundert kennzeichnete, die Emigration. Der von Außenstehenden kontrollierte Holzhandel führte nicht wesentlich zu einer Verbesserung der lokalen Lebensverhältnisse. Vielmehr kam es in der auf Subsistenzwirtschaft basierenden Gemeinde durch die Konzentration auf die Holzwirtschaft und den langsamen demographischen Anstieg zu Engpässen in der Produktion von Nahrungsmitteln, was insbesondere zu saisonaler Auswanderung führte.
1509 fiel nach dem Rückzug Venedigs infolge der Niederlage in der Schlacht bei Agnadello das Tal an die Erzherzöge von Österreich. Maximilian I. bestätigte den Bewohnern die von Venedig gewährten Rechte und Pflichten. Im 16. Jahrhundert bildeten sich auch die ersten Formen einer Talgemeinschaft, die Regola, heraus, wie es auch in anderen Tälern des Trentinos der Fall war. Mit der Regola versuchte man die harten Lebensbedingungen im Tal durch die Verwaltung und Bewirtschaftung von Gemeinschaftsbesitz sowie der natürlichen Ressourcen aufzubessern, was vor allem die Alm- und Forstwirtschaft, aber auch die Triftrechte auf dem Leno betraf. In der ersten Hälfte des 17. Jahrhunderts wurde in diesem Sinne ein Gemeindestatut verabschiedet.

### Moderne
Von den weltgeschichtlichen Veränderungen wurde die Gemeinde bis in das 20. Jahrhundert vor allem wegen ihrer isolierten Lage nur am Rande gestreift. Erwähnenswert ist lediglich der Durchzug der Truppen Prinz Eugens 1701 während des spanischen Erbfolgekrieges. Im 19. Jahrhundert war das Leben immer noch von alten Produktions- und Arbeitsmethoden gekennzeichnet. Das Tal blieb von der industriellen Revolution ausgeschlossen, was das bereits vorher existierende soziale und wirtschaftliche Gefälle mit dem Etschtal verstärkte, allen voran mit der Stadt Rovereto. Eine Reihe von Ereignissen führten zu einer weiteren Verschlechterung der Lebensverhältnisse in diesem Jahrhundert, darunter die Unwetterkatastrophen im Herbst 1882, die die Forstwirtschaft trafen und der Ausbruch der Maul- und Klauenseuche im Trentino in den 1890er Jahren, dem der Viehbestand in Terragnolo vollständig zum Opfer fiel. Aufgrund dessen nahm die saisonale Auswanderung insbesondere nach Böhmen und Schlesien für den dortigen Eisenbahnbau zu. Bemerkbar machte sich auch die Pellagra. Eine Mangelerkrankung durch unzureichende Ernährung, von der in Terragnolo vor allem Kinder betroffen waren und der man mit der Einführung der Schulspeisung 1905 Einhalt zu bieten versuchte. Auch neue Einkommensquellen, wie der nach dem Reblausbefall in Ungarn verstärkt und über den Hausgebrauch betriebene Weinbau oder die Zucht von Seidenraupen änderten wenig an den ärmlichen, rückständigen Verhältnissen. Nur zeitlich begrenzt wirkten sich dagegen die vom österreichisch-ungarischen Militär in den 1910er Jahren gebotenen Arbeitschancen beim Bau der Festungswerke auf den Hochflächen, wie dem am nördlichen oberen Talrand liegenden Werk Serrada, und der dafür nötigen Infrastrukturen aus.

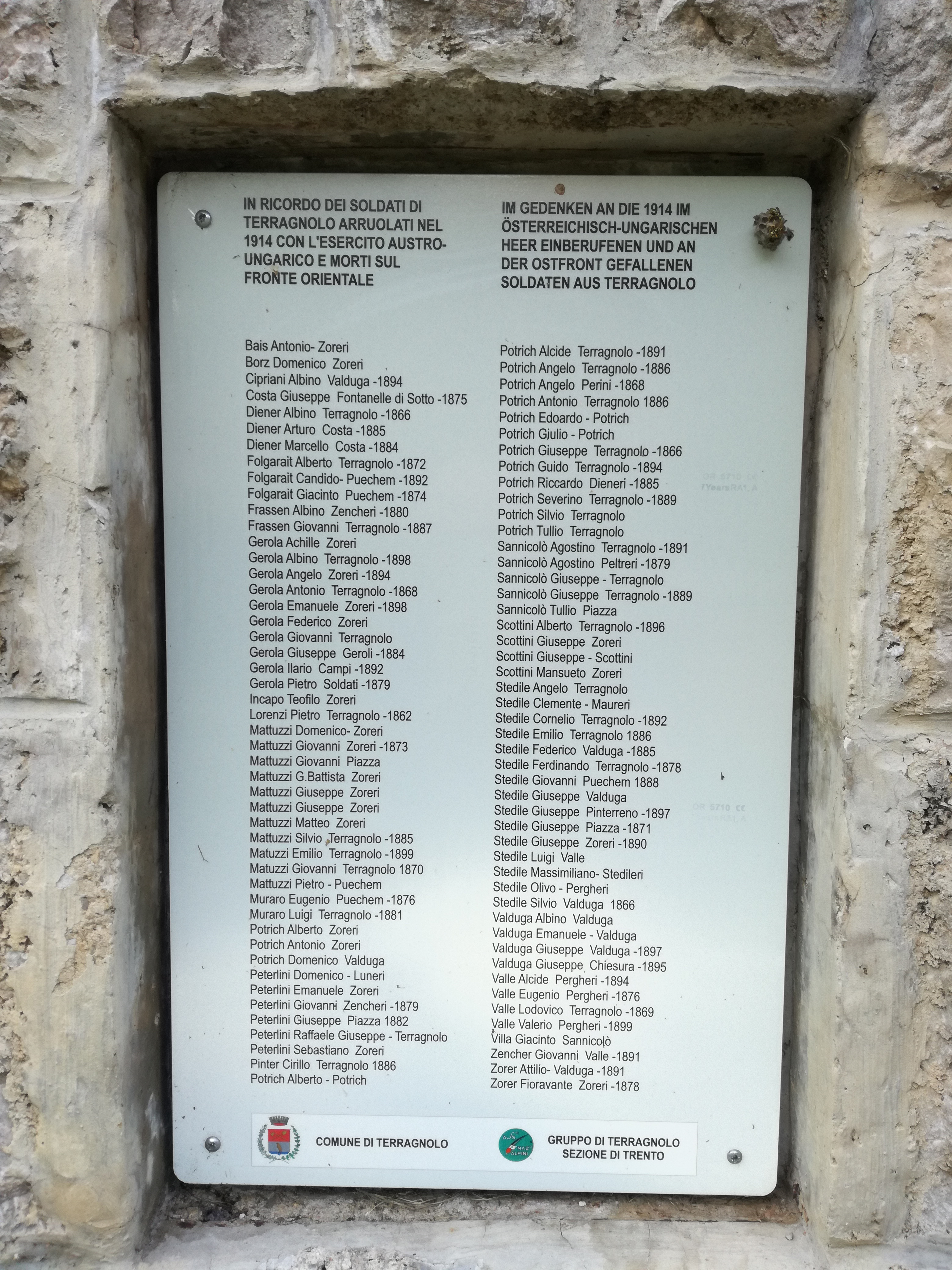
Gedenktafel für die aus der Gemeinde Terragnolo stammenden Gefallenen des Ersten Weltkrieges

Bei Ausbruch des Ersten Weltkrieges wurden alle wehrfähigen Männer zwischen 21 und 42 Jahren eingezogen und an die Ostfront geschickt, wo der größte Teil der insgesamt fast 100 Kriegstoten der Gemeinde in den ersten Kriegsmonaten fiel. Die zu Hause gebliebenen Frauen und Alten wurden dagegen für Festungsarbeiten entlang der italienischen Grenze eingesetzt. Zwei Tage nach dem italienischen Kriegseintritt am 23. Mai 1915 wurde das Tal vollständig evakuiert und die Bewohner nach Böhmen und Mähren sowie nach Oberösterreich in das Flüchtlingslager Mitterndorf gebracht, während die für den Militärdienst tauglichen Jahrgänge auf die sechzehn bis sechzigjährigen Männer ausgedehnt wurde. Das Lagerleben in Mitterndorf war mit fortlaufender Kriegsdauer immer stärker von Hunger und Not gekennzeichnet. Am Kriegsende hatte die Gemeinde über 450 Tote, darunter über 160 Kinder unter fünf Jahren, im Lager Mitterndorf zu beklagen.
Während des Ersten Weltkrieges wurde das Tal 1915 zunächst von italienischen Truppen besetzt. Die österreichisch-ungarische Armee hatte sich auf leichter zu verteidigende Positionen am oberen nördlichen Talrand, die bereits in den Monaten vor Kriegsausbruch vorbereitet worden war, zurückgezogen. Bis zum Frühjahr 1916 kam es zu keinen größeren Aktionen im Tal. Im Mai 1916 wurde das Tal während der Frühjahrsoffensive innerhalb weniger Tage von der österreichisch-ungarischen Armee zurückerobert. Bis zum Kriegsende verblieb das Tal hinter der Frontlinie und diente als logistisches Zentrum der südlich angrenzenden Front auf dem Monte Pasubio.
Nach Ende des Krieges fanden die Einwohner ein verwüstetes Tal vor. Ein Drittel der Ackerflächen war von militärischen Einrichtungen wie Schützengräben, Artilleriestellungen, Seilbahnanlagen oder Soldatenfriedhöfen, wie dem Soldatenfriedhof in Geroli verbaut worden. Der bereits vor dem Krieg niedrige Bestand an Nutztieren war so gut wie ausgelöscht worden. Die Häuser zerstört oder beschädigt und geplündert. Blindgänger forderten auch Jahre nach Kriegsende immer noch für Tote, insbesondere unter den sogenannten Recuperanti, denjenigen Einwohnern, die auf den ehemaligen Schlachtfeldern wiederverwertbare Gegenstände und Materialien für den Eigengebrauch sammelten oder verkauften, und damit einen neuen Erwerbszweig erfanden. Dennoch gestaltete sich der Wiederaufbau langsam und schwierig. Die landwirtschaftliche Produktion erreichte nicht mehr die Werte vor 1914. Die Folge war eine zunehmende Landflucht insbesondere nach Rovereto oder die Emigration. Ab diesem Zeitpunkt machte sich der Bevölkerungsschwund immer stärker bemerkbar.
Weder der Anschluss an das Königreich Italien nach dem Ersten Weltkrieg noch die spätere Machtübernahme durch die Faschisten wirkten sich zunächst auf den Alltag in der Gemeinde aus. Ende der 1920'er wurde jedoch aufgrund der anhaltenden wirtschaftlichen Probleme das Regime von Einzelnen kritisiert, worauf mit einschüchternden Maßnahmen und mit ersten kurzfristigen Verhaftungen reagiert wurde. Als 1932 die Steuern zum wiederholten Male erhöht worden waren, nährte dies noch die kritische Haltung in der Bevölkerung. Im Zweiten Weltkrieg wurde das Tal von kriegerischen Ereignissen verschont, auch an der Resistenza beteiligte man sich im Gegensatz zu den Einwohnern der östlichen Nachbargemeinde Posina nicht.
Nach 1945 setzte sich der demographische Schwund weiter fort. Von 1921 bis 2011 sank innerhalb von 90 Jahren die Einwohnerzahl um fast 70 %, wobei der Rückgang ab den 2000er Jahren vor allem altersbedingt, und nicht wie zuvor durch Landflucht oder Auswanderung verursacht war. Die Alterspyramide weist ein starkes demographisches Ungleichgewicht zugunsten der älteren Bevölkerung auf, so sind es insbesondere in den Ruhestand getretene Personen, die in ihre Heimatgemeinde zurückkehren, während die jüngeren Generationen eher geneigt sind dieser den Rücken zu kehren.
Die einst traditionell betriebene Landwirtschaft wird mittlerweile nur noch in der Freizeit, größtenteils als Hobby, betrieben. Viele der ehemals landwirtschaftlich genutzten Terrassen werden nicht mehr gepflegt, sind zugewachsen und halb verfallen. Die Forstwirtschaft hatte bereits Ende des 19. Jahrhunderts nur noch Randbedeutung. Heute hat der Wald ehemalige Wiesen- und Ackerflächen wieder in Besitz genommen. Nur ein Drittel der Beschäftigten geht im Gemeindegebiet einer Arbeit nach, zwei Drittel pendeln dagegen täglich zur Arbeit ins Etschtal.

### Bevölkerungsentwicklung
| Jahr      | 1921 | 1931 | 1951 | 1961 | 1971 | 1981 | 1991 | 2001 | 2011 | 2021 |
| --------- | ---- | ---- | ---- | ---- | ---- | ---- | ---- | ---- | ---- | ---- |
| Einwohner | 2443 | 2293 | 1982 | 1822 | 1346 | 1016 | 813  | 749  | 755  | 696  |

Quelle: ISTAT

## Gemeindepartnerschaft
Terragnolo unterhält zusammen mit anderen Gemeinde der Talgemeinschaft Vallagarina eine Partnerschaft mit der brasilianischen Gemeinde Bento Gonçalves im Bundesstaat Rio Grande do Sul. Nach Bento Goncales wanderten in den 1870er Jahren zahlreiche Familien aus dem südlichen Trentino, darunter auch aus der Gemeinde Terragnolo, aus.

## Persönlichkeiten
- Renato Perini (1924–2007), Prähistoriker